# Heriades fujiyamai
Heriades fujiyamai är en biart som beskrevs av yasumatsu, Hirashima och > 1952. Heriades fujiyamai ingår i släktet väggbin, och familjen buksamlarbin. Inga underarter finns listade i Catalogue of Life.